# Zach Robbins
Zach Robbins (ur. 15 lutego 1991 w Upland) – amerykański koszykarz, występujący na pozycjach skrzydłowego oraz środkowego.
8 sierpnia 2015 roku podpisał umowę z zespołem Jeziora Tarnobrzeg. 16 sierpnia 2016 został zawodnikiem zespołu King Wilki Morskie Szczecin

## Osiągnięcia
College
- Sportowiec Roku Dixie State (2013)[3]
- Przedsezonowy Zawodnik Roku PacWest (2014)[3]
- Zaliczony do składów[3]:
  - Division II Bulletin All-America Honorable Mention Team (2015)
  - Daktronics  All-West 1st Team (2014, 2015)
  - Daktronics All-West 2nd Team (2013)
  - NABC All-West Region First Team (2015)
  - NABC All-West Region Second Team (2013, 2014)
  - Pacific West Conference First Team (2013, 2014, 2015)
  - PacWest All-Tournament Team (2013)

Indywidualne
- Lider sezonu regularnego TBL w blokach (2016)[4]